# Спотара
Спота́ра (чув. Спотара) — посёлок в Ибресинском районе Чувашской Республики. Входит в состав Кировского сельского поселения.

## География
Находится в центральной части Чувашии на расстоянии приблизительно 11 км на запад по прямой от районного центра посёлка Ибреси.

## История
Поселок был основан в 1935 году при лесотарном заводе Всесоюзной тарной конторы «Союзплодотара» («Спотара»). Завод выпускал бондарные изделия, дранку, деревянную тару и дрова. В 1970 году завод был закрыт из-за отсутствия сырья. В 1970 году в поселке учтено было 655 жителей, в 1979—365, в 1989 −125. В 2008 году отмечено 53 двора и пилорама колхоза им. Кирова.

## Население
Население составляло 77 человек (чуваши 94 %) в 2002 году, 76 в 2010.